# 俺たちスニーカーヘッズ
『俺たちスニーカーヘッズ』（原題: Sneakerheads）は、2020年に配信されたアメリカ合衆国のテレビドラマシリーズ。熱狂的なスニーカーコレクターと転売人を描くコメディドラマ。企画・制作はジェイ・ロンジーノ、出演はアレン・マルドナード、アンドリュー・バチェラー、ジャーネスト・コルチャドなど。2020年9月25日にNetflixオリジナル作品として全世界へ配信された。

## あらすじ
家族を愛するデヴィンは封じ込めていたスニーカー熱を再燃させてしまい、内緒で特別なスニーカーを買おうとする。列に並んでいる時に再会した旧友のボビーの怪しいもうけ話に乗ってしまい、スニーカーの泥沼にはまっていく。

## キャスト
デヴィン
演 - アレン・マルドナード
ボビー
演 - アンドリュー・バチェラー
ノーリ
演 - ジャーネスト・コルチャド
ステューイー
演 - マシュー・ジョステン
クリスティン
演 - ヤーニ・キング・モンチャイン
Cole
演 - ジャスティン・リー
Gia
演 - アヤ・エヴァンズ

## エピソード
| 通算 話数 | タイトル                                         | 監督        | 脚本                           | 公開日        |
| --------- | ------------------------------------------------ | ----------- | ------------------------------ | ------------- |
| 1         | "アドレナリン全開" "100% Pure Adrenaline"        | Dave Meyers | Jay Longino                    | 2020年9月25日 |
| 2         | "1歩進んで2歩下がる" "Hustling Backwards"        | Dave Meyers | Jason Belleville Rose McAleese | 2020年9月25日 |
| 3         | "対決" "The Match"                               | Dave Meyers | Carl Tart Kara Brown           | 2020年9月25日 |
| 4         | "CSI: サンドイッチ" "CSI: Sandwich"              | Dave Meyers | Carl Tart Inny Clemons         | 2020年9月25日 |
| 5         | "ジェイソン・ステイサム" "Jason F**king Statham" | Dave Meyers | Jason Belleville               | 2020年9月25日 |
| 6         | "ナニの写真" "Dick Pic"                          | Dave Meyers | Jay Longino                    | 2020年9月25日 |

## 製作
2020年8月17日、Netflixは本作の製作を発表した。

### 批評
本作は批評集積サイトのRotten Tomatoesに5件のレビューがあり、批評家支持率は40%、平均点は10点満点で4.67点となっている。また、Metacriticには4件のレビューがあり、加重平均値は47/100となっている。